# 남해중학교
남해중학교(南海中學校)는 대한민국 경상남도 남해군 남해읍 북변리에 있는 공립 중학교이다.

## 학교 연혁
- 1931년 5월 1일 : 개교(1학급 50명)
- 1932년 1월 15일 : 남해공립농업실수학교 설립인가(2학급)
- 1946년 9월 1일 : 남해공립농업중학교 설립인가(6년제) 교명 변경
- 1951년 9월 1일 : 남해농업고등학교와 분리, 남해중학교 설립인가(12학급)
- 1976년 3월 6일 : 남해종고에서 신축교사로 이전
- 2002년 8월 20일 : 급식소 완공
- 2003년 12월 28일 : 다목적 강당 완공
- 2009년 2월 27일 : 영어 전용 교실 완공
- 2012년 2월 27일 : 수학, 과학 교과교실 완공
- 2020년 2월 28일 : 운동장 조성 공사 완공
- 2022년 3월 1일 : 제27대 최용환 교장 취임
- 2023년 1월 6일 : 제72회 졸업식 (졸업생 65명, 총 졸업생 수 15,084명)
- 2023년 3월 2일 : 입학식(입학생 70명)

## 참고 자료
- 남해중학교 - 한국교육학술정보원 학교알리미